# Arroyo Maciel (Río Yí)
Der Arroyo Maciel ist ein Fluss in Uruguay.
Er entspringt an der Südostspitze des Departamento Flores an dessen Grenze mit dem Departamento Florida in der Cuchilla del Pintado nordwestlich der Quelle des Arroyo de la Horqueta. Von dort verläuft er die Grenzlinie der beiden Departamentos bildend in nördliche Richtung. Er mündet schließlich, nachdem er im Unterlauf die Grenze zwischen Flores und Durazno bildet und die Ruta 14 unterquert hat, als linksseitiger Nebenfluss unweit flussaufwärts der Mündung des Arroyo del Tala einige Kilometer westlich von Durazno in den Río Yí.